# Tibro AIK
Tibro AIK, Tibro Allmänna Idrottsklubb är en idrottsförening i Tibro i Västergötland, bildad den 10 juli 1916. Föreningen är en alliansförening med medlemsföreningarna Tibro AIK FK (fotboll) och Tibro AIK FIK (friidrott/parasport).
Herrfotbollslaget har som bäst spelat i gamla division III, d.v.s. den tredje högsta serienivån, under elva säsonger: 1955/1956-1959, 1961-1963 och 1969-1972. Under senare år har laget spelat sju säsonger i fjärdedivisionen (division II) 2006-2015. Fotbollssektionen hade ett damlag i seriespel 1971-1987. Bland spelare som representerat Tibro märks landslagsmannen Eine Fredriksson.